# Xã Ellis, Quận Hardin, Iowa
Xã Ellis (tiếng Anh: Ellis Township) là một xã thuộc quận Hardin, tiểu bang Iowa, Hoa Kỳ. Năm 2010, dân số của xã này là 200 người.